# Statilia occibivittata
Statilia occibivittata är en bönsyrseart som beskrevs av Yang 1997. Statilia occibivittata ingår i släktet Statilia och familjen Mantidae. Inga underarter finns listade i Catalogue of Life.